# Bernard Narokobi
Bernard Mullu Narokobi (né en 1937 ou peut-être vers 1941 dans le village de Wautogik, et mort le 9 mars 2010) est un juriste, homme politique, philosophe et diplomate papou-néo-guinéen.

## Biographie

### Carrière
Issu du peuple arapesh et né dans un village du Sepik oriental dans la colonie australienne du Territoire de Papouasie et Nouvelle-Guinée, il est éduqué dans des écoles locales de missionnaires catholiques et obtient en 1971 une licence de droit de l'université de Sydney. Il y a alors très peu de diplômés dans la colonie, et il est l'un des conseillers du comité rédigeant la Constitution de la Papouasie-Nouvelle-Guinée, qui accède à l'indépendance en 1975,.
Avocat aux barreaux de Papouasie-Nouvelle-Guinée, de Nouvelle-Galles du Sud ainsi qu'aux cours fédérales australiennes, il est fait juge en Papouasie-Nouvelle-Guinée en 1980, puis enseigne le droit à l'Université de Papouasie-Nouvelle-Guinée,.
En 1980, il co-fonde le Parti de l'alliance mélanésienne, avec notamment John Momis, John Kaputin et Moi Avei. Candidat malheureux aux élections législatives de 1982, il est élu en 1987 député de la circonscription de Wewak au Parlement national. Il y sera réélu à deux reprises. Il est ministre de la Justice (1988-1992) au sein du gouvernement dirigé par Rabbie Namaliu, puis ministre de l'Agriculture (1992-1994) sous Sir Julius Chan. En tant que ministre de la Justice, il est contraint par le principe de solidarité ministérielle de présenter au Parlement le projet de loi du gouvernement de rétablir la peine de mort, mais il argue contre le projet et vote contre. En 1996, durant la guerre civile de Bougainville, il accompagne à deux reprises Sir Michael Somare dans les territoires tenus par l'Armée révolutionnaire de Bougainville pour y négocier la libération d'otages. Il est ensuite chef de l'opposition parlementaire de 1998 à 2002, et conjointement (malgré l'incompatibilité de principe entre ces fonctions) président du Parlement national de 1999 à 2002. Il perd son siège de député lors des élections législatives de 2002.
Il se consacre alors à son métier d'avocat, puis est le haut-commissaire (ambassadeur) de la Papouasie-Nouvelle-Guinée en Nouvelle-Zélande de 2005 jusqu'à sa mort, accrédité également aux Samoa et aux Tonga.

### Philosophie de la «voie mélanésienne»
Bernard Narokobi est l'auteur de plusieurs ouvrages à travers lesquels il tente de théoriser une identité et une philosophie proprement mélanésiennes, imprégnées de valeurs et de pratiques traditionnelles ainsi que de christianisme. Il est l'auteur de la formule « la voie mélanésienne » (the Melanesian Way). Il propose de rechercher une essence commune aux identités des peuples mélanésiens, par-delà leur très grande diversité culturelle et linguistique. Ses théories se rapprochent du socialisme mélanésien, une sorte de « communisme primitif » doublé d'un communisme chrétien:
« Nous devrions avoir pour but une égalité fondée non pas sur un communisme sans Dieu mais sur un partage (sharing) au sein du village, inspiré du Christ. »
« La voie mélanésienne », articulée au Vanuatu par Walter Lini, est régionaliste plutôt que patriotique, bien que Narokobi affirme qu'elle peut être un socle pour une identité nationale papou-néo-guinéenne. Il écrit:
« Nous devons bâtir une réelle solidarité entre les peuples et les nations du Pacifique. Cette solidarité doit être fondée sur la conscience et l’identité de ces peuples. »
Ce concept de « voie mélanésienne » est également employé par le premier ministre papou-néo-guinéen Sir Michael Somare, dans le sens de solidarité et de coopération régionales.
En 2018, à l'issue de rénovations, l'une des quatre galeries du Musée national de Papouasie-Nouvelle-Guinée est nommée galerie Bernard Narokobi en son honneur.